# Храм Живоначальной Троицы в Старых Черёмушках
Храм Живоначальной Троицы в Старых Черёмушках (Троицкая церковь) — православный храм в Академическом районе Москвы. Относится к Андреевскому благочинию Московской епархии Русской православной церкви.
С 2003 года при храме действует воскресная школа, в которой по состоянию на 2012 год обучаются 70 детей.

## История
Церковь основана как вотчинный храм усадьбы Троицкое-Андреево. Первое упоминание о Троицкой церкви относится к 1732 году и связано с именем Александра Тимофеевича Ржевского, владельца села Черемошье. Об этом имеются сведения в окладных книгах Синода казенного приказа.

«сентября 6-й день, по указу ея Императорского Величества и по благословению Святейшего Правительствующего Синода, против прошения статского советника Александра Тимофеевича Ржевского, велено в Московском уезде, в Чермневем Стану, в вотчине его, в поселенном на пустоши сельце Черемошье, новопостроенную каменную церковь во имя Живоначальной Троицы освятить и Антиминс выдать, а положенные данные деньги имать с нынешнего 1732 года и впредь повсягодно.»
— Патр. приказ, кн. 357, л.42 об., 1732 г.
В 1879 году церковь была перестроена священником Иоанном Забавиным на пожертвования московского купца 2-й гильдии Степана Ивановича Тихонова: на месте разобранного был построен новый храм.

### в XX веке
Перед Первой мировой войной над входом в церковь была поставлена колокольня, выполненная в неоклассическом стиле.
В 1935 году служение в храме было запрещено, и помещение церкви использовалось для нужд промышленного предприятия. В 1963 году во время ликвидации села, территория которого вошла в черту Москвы, церковь была окончательно разрушена. На её месте сооружен бассейн, который в скором времени пришёл в негодность и превратился в свалку мусора.
На территории находившегося рядом с храмом сельского кладбища в 1971 году был построен Дом аспиранта и стажёра МГУ.
Восстановление храма началось в 1997 году. В 1998 году была создана приходская община Русской православной церкви при воссоздаваемом храме в Старых Черемушках. В 2001 году был утверждён окончательный проект храмового комплекса, и начато строительство. 29 января 2012 года состоялось великое освящение храма.

## Галерея

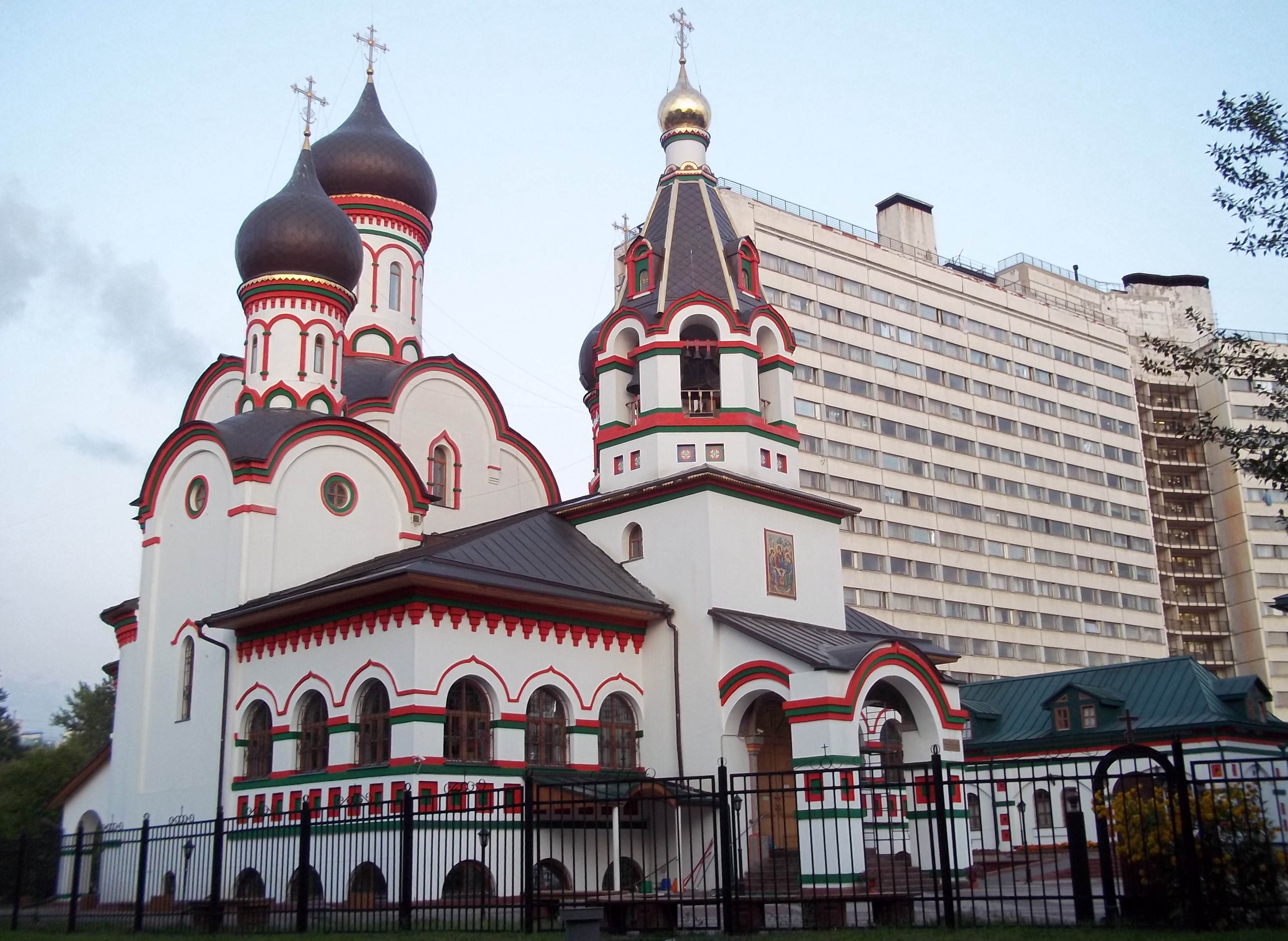
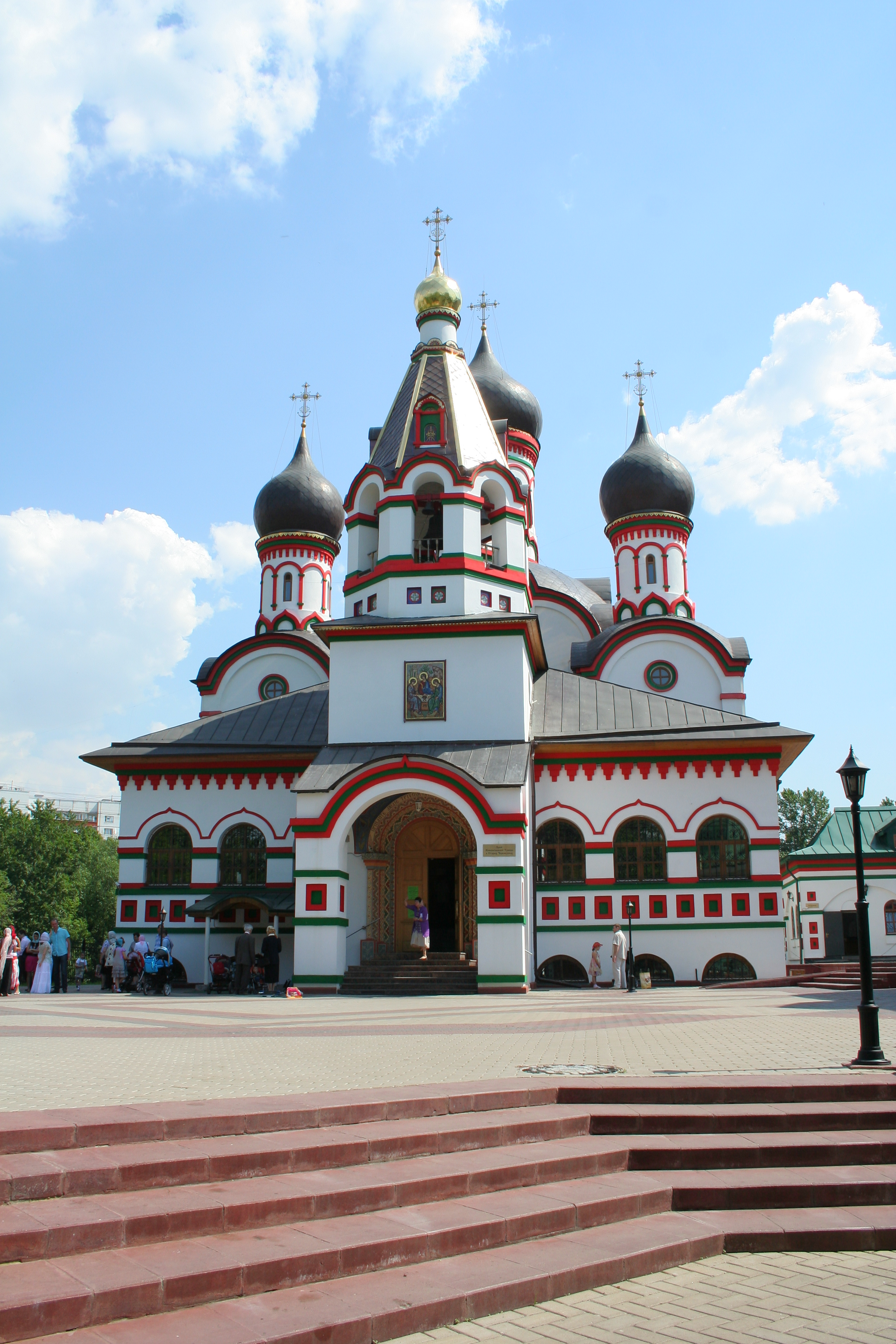
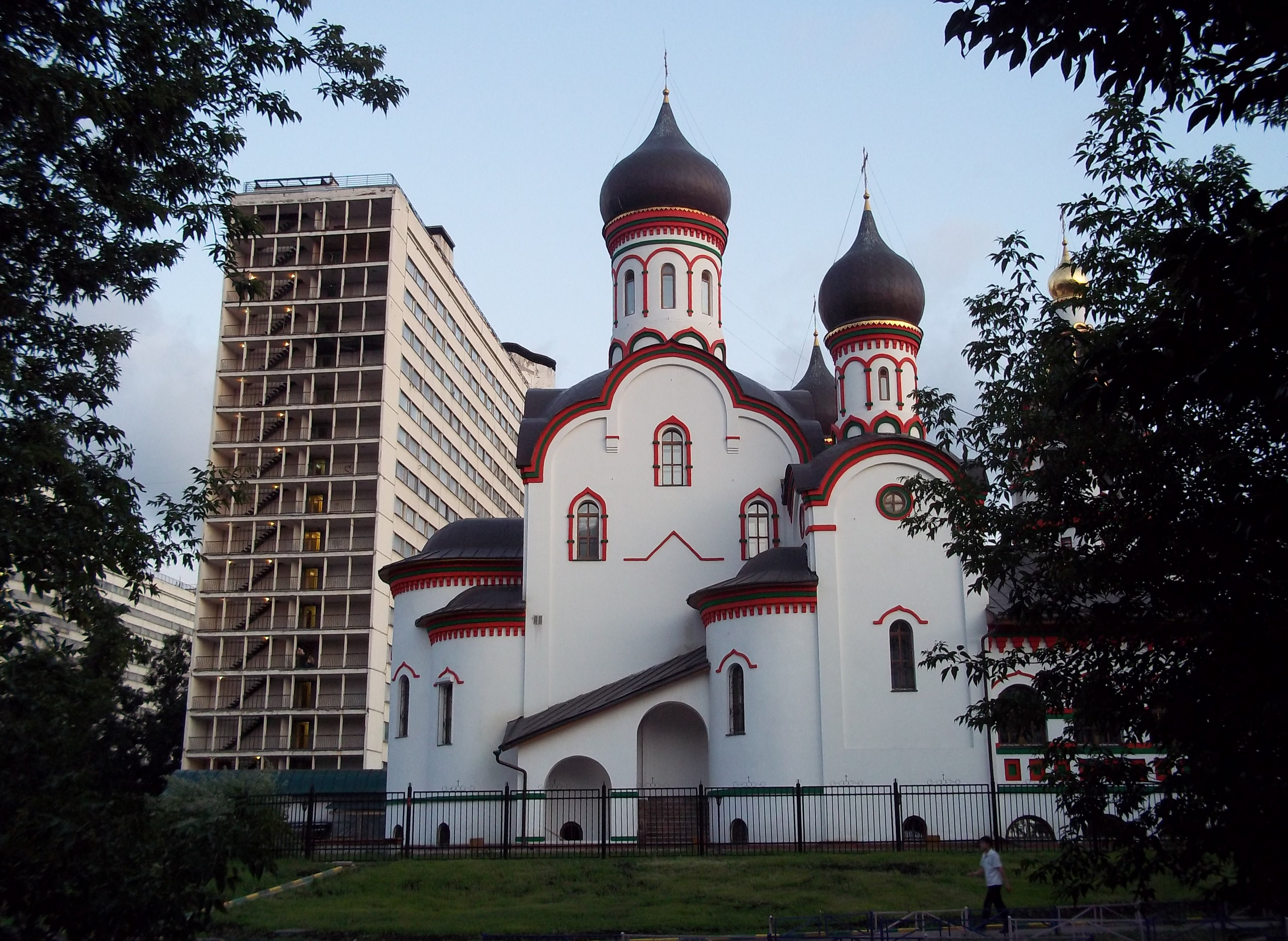
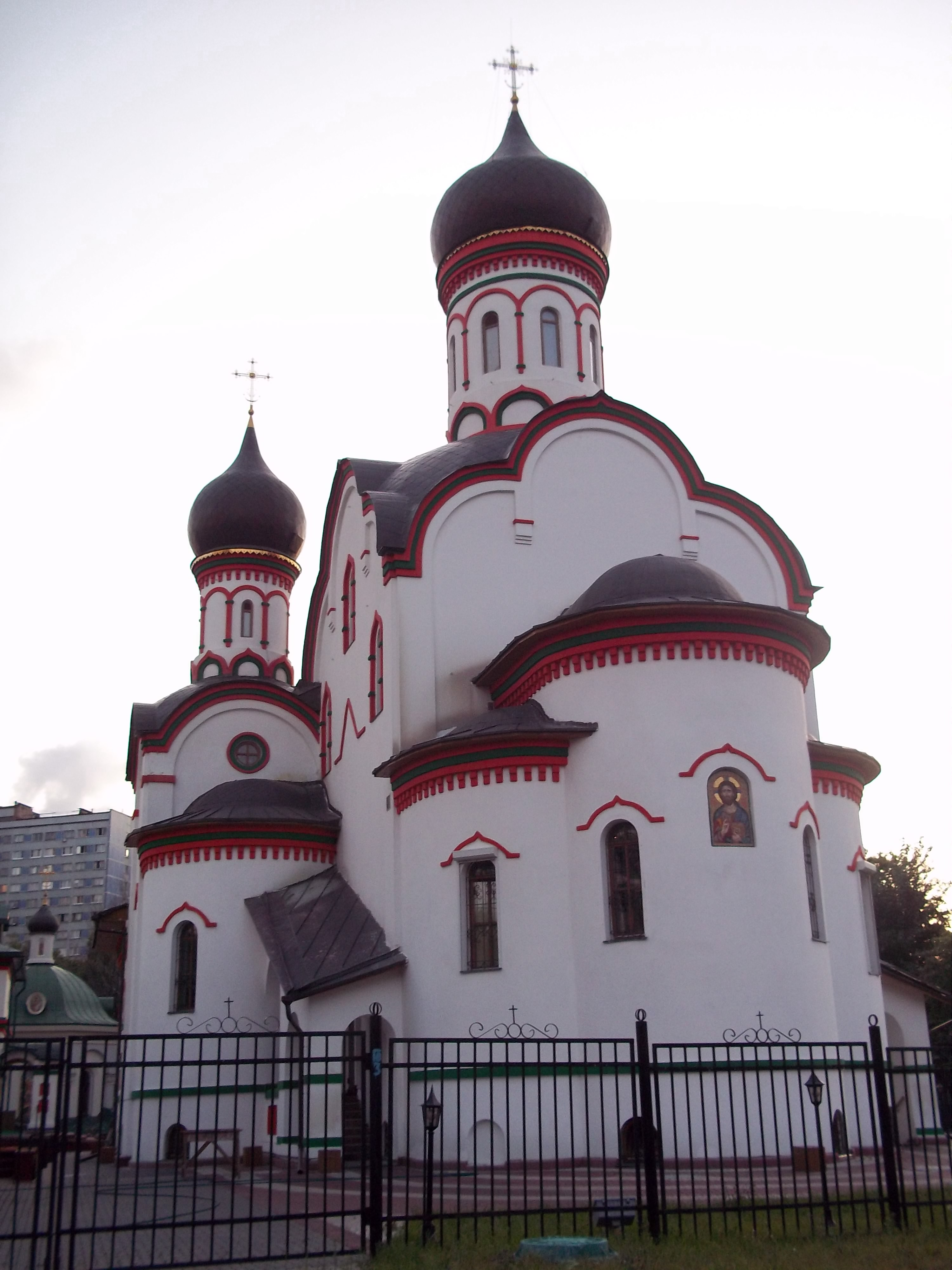
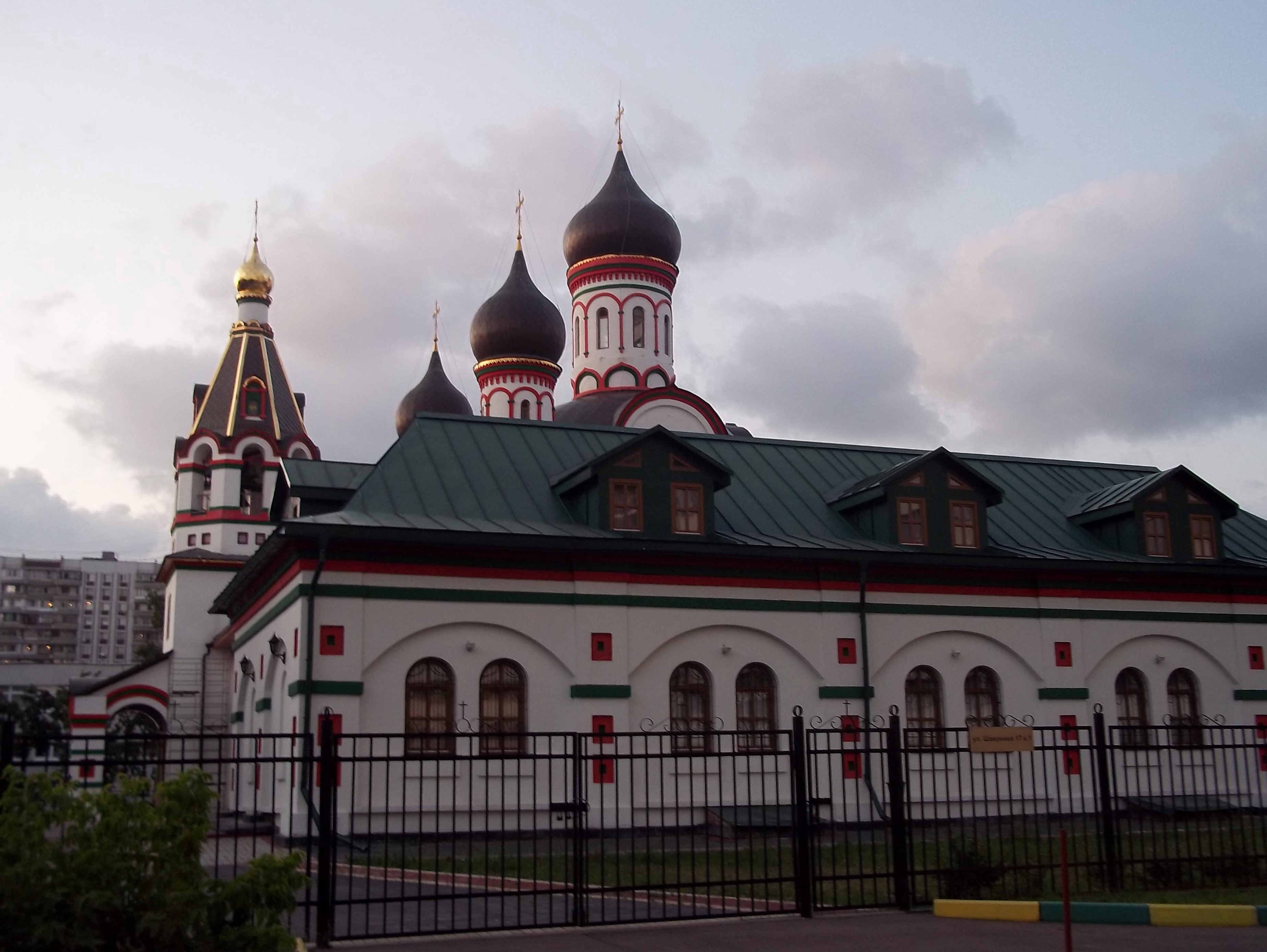

## Духовенство
- Настоятель храма — протоиерей Николай Карасев
- Протоиерей Владимир Соколов
- Иерей Виктор Крючков
- Иерей Алексей Ладченков
- Диакон Константин Сутчев[1].